# Werbowa
Werbowa (ukr. Вербова; pol. hist. Wierzbowa, Wierzbówka) – wieś na Ukrainie w rejonie tomaszpolskim, obwodu winnickiego.

## Dwór
- w części centralnej dwukondygnacyjny dwór wybudowany przez Czetwertyńskich[1]. Od frontu wnęka z kolumnadą, składającą się z pięciu kolumn. Po bokach parterowe, półkoliste skrzydła[2].

## Urodzeni
- Jan Perłowski - urodził się we wsi, polski dyplomata II RP.